# St. Joseph (Weener)

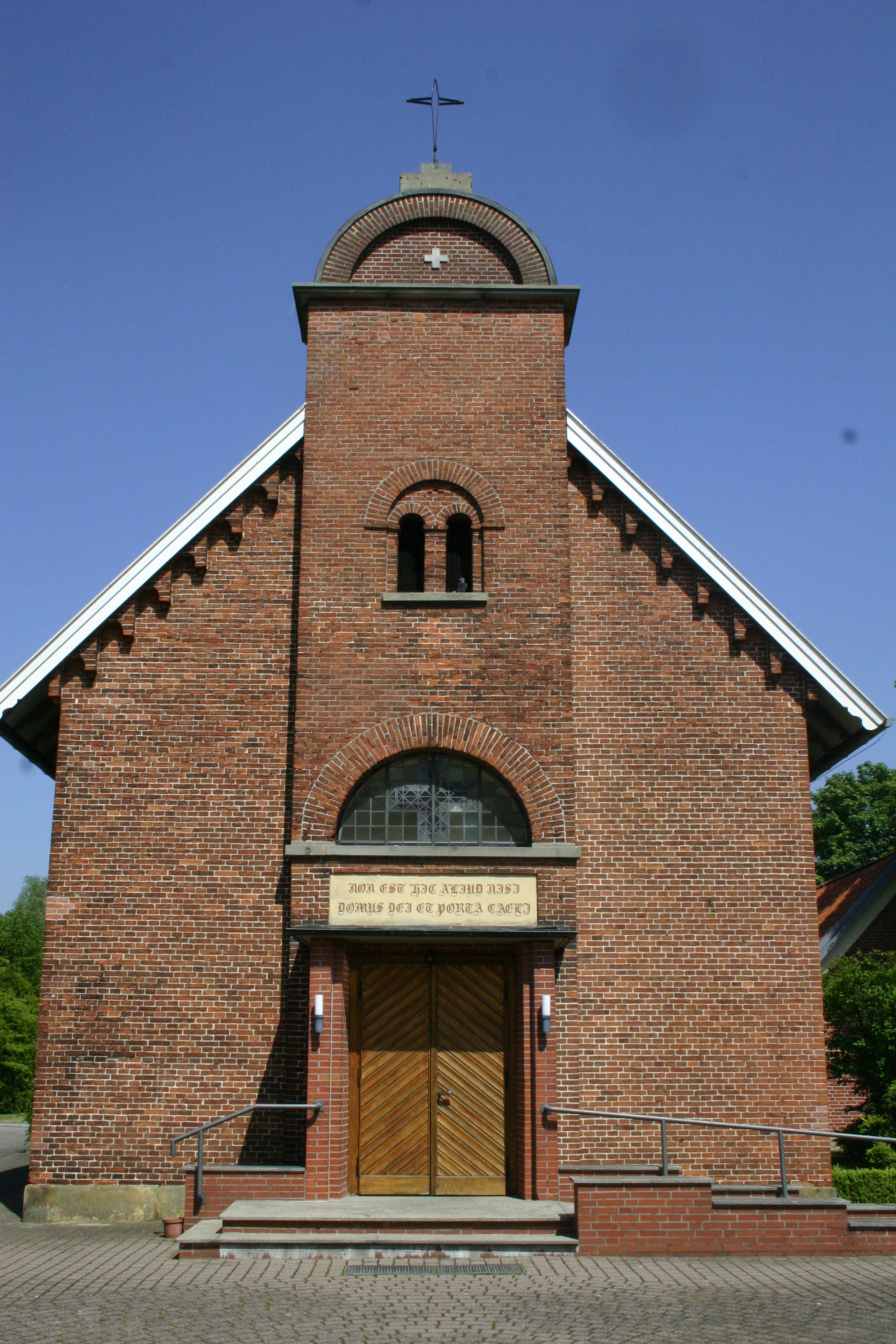
St. Joseph von Süden

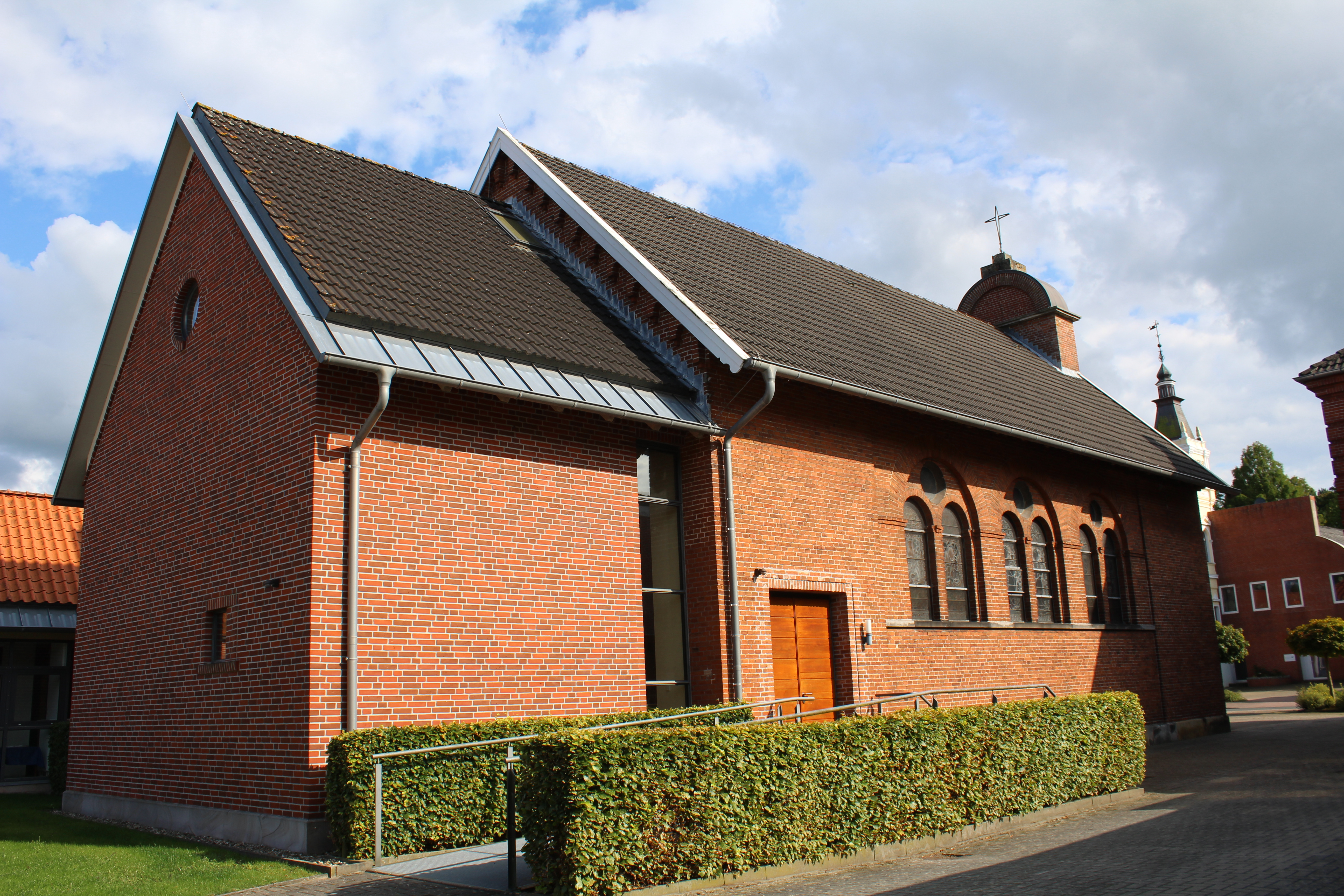
Angebauter Altarraum

St. Joseph in Weener ist die einzige katholische Kirche im ansonsten weitgehend reformierten Rheiderland im südwestlichen Ostfriesland. Sie wurde 1842/43 gebaut.

## Geschichte
Bereits 1746 hatten die Katholiken in Weener das Recht auf freie Ausübung ihrer Religion erbeten, das Friedrich der Große ihnen auch gewährte. Die reformierte Gemeinde klagte jedoch dagegen mit Erfolg in Berlin unter Berufung auf die Landesverfassung und die Emder Konkordate von 1599, aufgrund deren nur die reformierte und die lutherische Konfession erlaubt waren. Im Jahr 1828 lebten 300 Katholiken in Weener. Die Regierung des Königreichs Hannover genehmigte 1831 Zahlungen für einen katholischen Geistlichen. Während der Hannoverschen Zeit erhielt die katholische Minderheit in Ostfriesland die volle Gleichberechtigung und wandelten sich in Weener die früheren Widerstände in Achtung und gegenseitigen Respekt. So kam es 1842/43 zum Bau der katholischen Kirche, die am 17. Juli 1843 dem heiligen Joseph geweiht wurde. Im Jahr 1865 wurde der „ökumenische katholische Gesellenverein“ gegründet, der sich auf die Ideen von Adolph Kolping gründete und auch Nicht-Katholiken offenstand. Der Verein unter dem Vorsitz von Pfarrer Johann Wilhelm Burken scheint weitgehend ohne Außenkontakte existiert zu haben und wurde 1871 bereits wieder aufgelöst.
1959 fand eine Umgestaltung des Eingangs statt. Im Zuge einer größeren Renovierung im Jahr 2000 wurde ein Altarraum angebaut und das benachbarte Dechant-Friese-Haus in ein Gemeindezentrum umgebaut.
Die vier Kirchengemeinden St. Michael in Leer, St. Marien in Leer-Loga, Mariä Himmelfahrt in Oldersum und St. Joseph in Weener sind seit dem 1. Mai 2014 zu einem Gemeindeverbund mit einer Pfarreiengemeinschaft zusammengeschlossen. Seit 2018 bilden die vier Kirchen drei Kirchengemeinden mit der Pfarreiengemeinschaft Moormerland-Weener-Leer. Die Gemeinden gehören zum Dekanat Ostfriesland im Bistum Osnabrück.

## Architektur
Nach Plänen des Architekten H. Mecklenburg wurde das Gebäude als Backstein-Saalkirche im Stil des romantischen Historismus der Schinkelschule errichtet. Sie fand ihren Standort allerdings etwas zurückgesetzt von der Straße und wird zudem durch das benachbarte Pfarrhaus halb verdeckt. Der kleine Glockenturm mit einer Bronzeglocke von 1842 befindet sich über dem Eingang an der Straßenfront. Unter das Satteldach ist eine flache Holzdecke eingezogen. Die farbigen Glasfenster sind paarweise angeordnet und finden mit einem kleinen Rundfenster ihren Abschluss (1886). Auf ihnen sind Apostel und Evangelisten dargestellt. Auf einer über dem Südportal eingelassenen Sandsteintafel steht in gebrochenen Majuskeln die lateinische Inschrift: NON EST HIC ALIUD NISI DOMUS DEI ET PORTA CAELI („Hier ist nichts anderes als das Haus Gottes und das Tor des Himmels“, Gen 28,17).

## Ausstattung

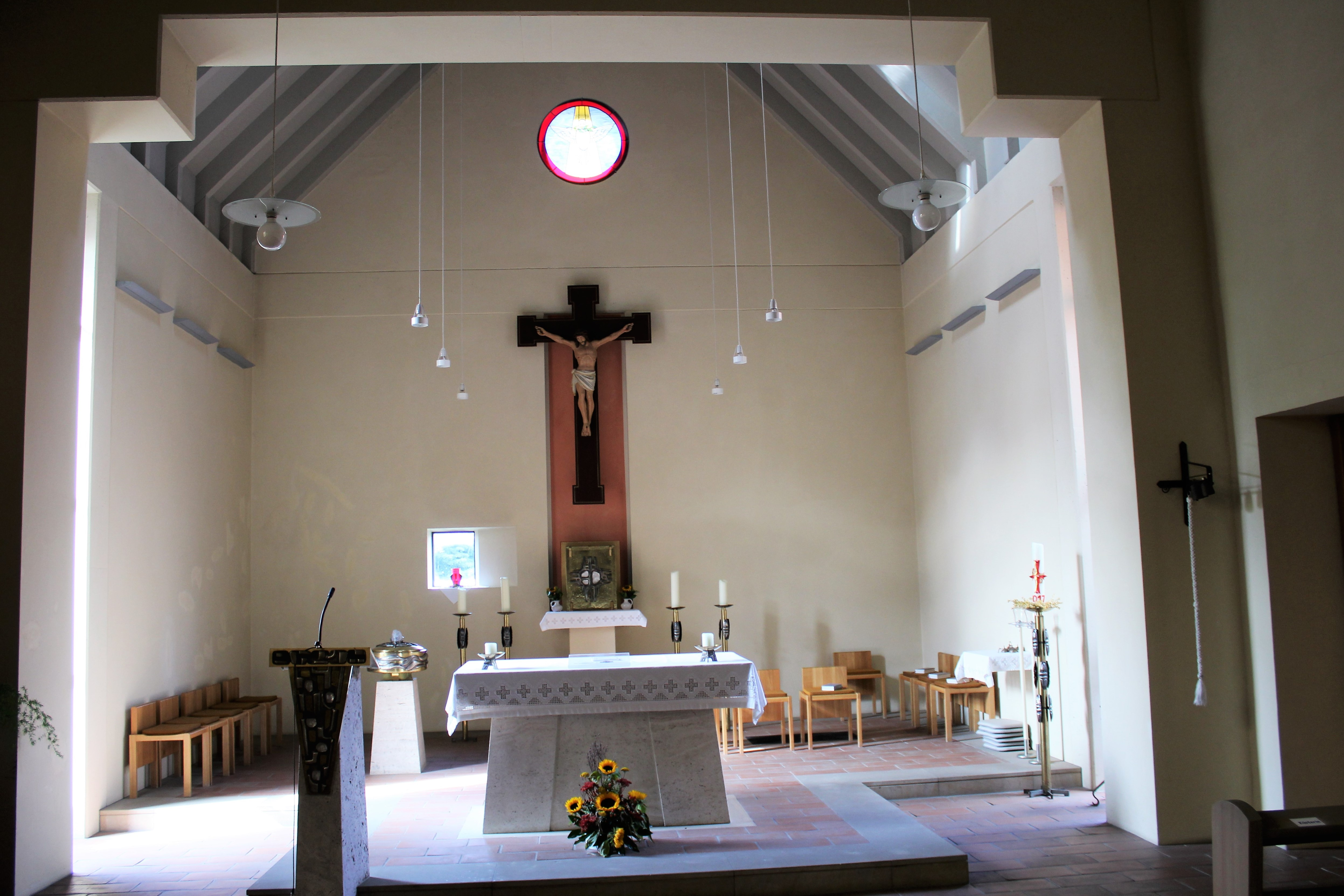
Altarraum

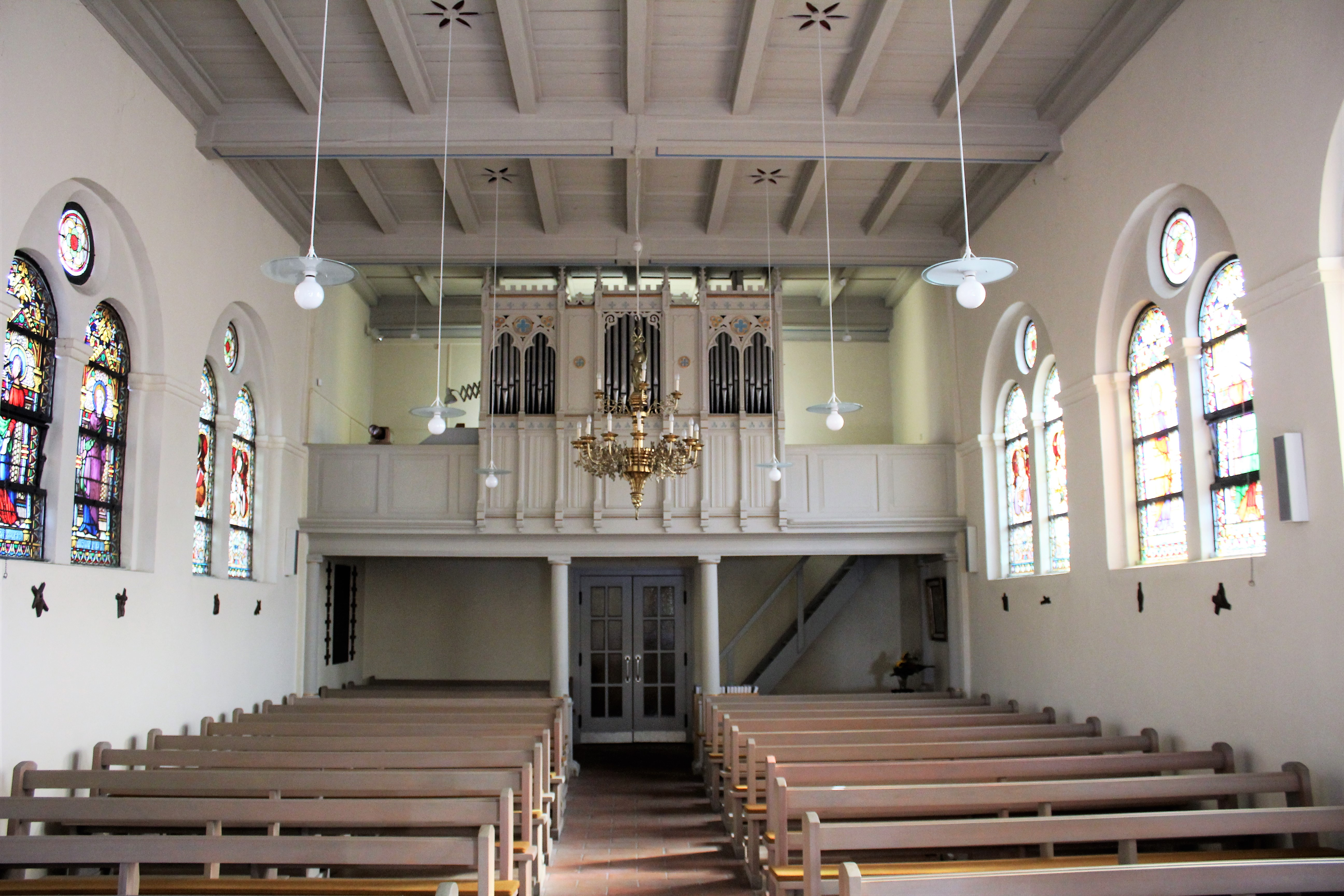
Blick Richtung Orgelempore

Der Innenraum ist schlicht gestaltet. Die weiß gefasste Holzbalkendecke wird von Querunterzügen getragen. Die Südempore ruht auf zwei runden Säulen und dient als Aufstellungsort für die Orgel. Der niederländische Kronleuchter wurde 1860 erworben. Das schlichte Kirchengestühl lässt einen Mittelgang frei.
Die Orgel stammt aus dem Jahr 1879 von der Firma Carl Haupt (Ostercappeln). Sie verfügt über neun Register auf zwei Manualen und Pedal und wurde 1975 von Speith-Orgelbau renoviert. Zu den Vasa Sacra gehören ein Empirekelch, ein vergoldeter Kelch und ein Kelch aus dem Jahr 1946 sowie die Monstranz im Tabernakel.